# سعد السدحان
سعد السدحان لاعب كرة قدم سعودي.
لعب لـ نادي النصر والمنتخب السعودي وقضى قرابة الـ17 عاماً في نادي النصر وشارك معه في عدة مراكز وأجاد فيها حتى وصفه البعض بـ«الجوكر».

## المشوار الرياضي

### بدايته الكروية
بدأ مزاولة الكرة في الحارة بحي العطايف عام 1965 في مدرسة المنصور الابتدائية وبعدها في مدرسة معاوية بن أبي سفيان في شارع الخزان ثم المتوسطة الأولى وفي أحد الأيام لعب مباراة جمعت فريق حارته بفريق نمور النصر تحت إشراف مدربه القدير أحمد سوداني وبعد المباراة طلب منه التسجيل في نادي النصر ولم يتردد في الموافقة وكان عمره -وقتها- 12 عاماً وذلك في شهر يناير (محرم) عام 1967 وكان أصغر لاعب يلتحق بالنصر.

### مسيرته مع النصر
ارتبط اسمه بالحقبة الذهبية لنادي النصر خلال السنوات (1972-1981) وتألق في صفوف منتخب المملكة للشباب في إيران قبل بروزه في صفوف فريقه، لعب في أكثر من مركز في خطوط النصر كمهاجم ولاعب خط وسط وظهير أيمن.
كان رجل مباراة كأس الملك التاريخية التي جمعت النصر بالأهلي في نهائي عام 1976 فصنع الهدف الأول لزميله هداف الفريق محمد سعد العبدلي وسجل هو الهدف الثاني من تمريرة ماكرة من اللاعب ممدوح بن سعود وضعها بكل براعة في مرمى أحمد عيد عملاق الحراسة السعودية آنذاك.
توالت عليه الإصابات وابتعد ثلاثة مواسم ثم عاد بثلاث بطولات مع الفريق في موسمي 1980 و1981 تمثلت في بطولتين للدوري مدعمة بكأس جلالة الملك.

### مع المنتخب
مثل منتخبات المملكة في بطولة مختلفة، في إيران مع منتخب الشباب 1975 والدورة العربية المدرسية السادسة في الإسكندرية 1975 وكأس فلسطين في تونس عام 1975 وتصفيات دورة الألعاب الأولمبية في مونتريال 1976 ودورة كأس الخليج العربي الرابعة في قطر عام 1976.

### اعتزاله
لكثرة الإصابات التي حرمته في فترات متقطعة من تمثيل النصر، قرر السدحان عام 1984 طي مسيرته الكروية وقدم خطاب اعتزاله لادارة النصر.

## إسهاماته مع النصر
- بطولة الدوري العام للمنطقة الوسطى 1972.
- بطولة الدوري العام للوسطى والشرقية 1973.
- بطولة كاس ولي العهد مرتين 1973 و1974.
- بطولة كأس الاتحاد 1976.
- بطولة كأس الملك مرتين 1976 و1980.
- بطولة الدوري الممتاز ثلاث مرات 1975 و1980 و1981.